# Marciano (imperatore)
Flavio Marciano (in latino Flavius Marcianus; Tracia o Illiria, 392 circa – Costantinopoli, 26 gennaio 457) è stato un imperatore romano dal 450 al 457.
Si conosce molto poco della sua vita prima della nomina a imperatore, se non che fu un domesticus (assistente personale) che servì per quindici anni sotto gli influenti generali di origine barbarica Ardaburio e Aspare, padre e figlio. Dopo la morte dell'imperatore Teodosio II, avvenuta il 28 luglio 450, Marciano fu candidato al trono da Aspare, che aveva molta influenza grazie al suo potere militare. Dopo un mese di trattative, Pulcheria, sorella di Teodosio, accettò di sposare Marciano, introducendolo così nella dinastia teodosiana; in queste trattative potrebbe essere stato coinvolto anche Zenone, un capo militare con un'influenza simile a quella di Aspare, che al momento dell'ascesa al trono di Marciano ricevette il prestigioso titolo di corte di patrizio. Marciano fu eletto e si insediò il 25 agosto 450.
Marciano annullò molte delle decisioni prese da Teodosio II, sia nei rapporti dell'Impero romano d'Oriente con gli Unni di Attila, sia in campo religioso. Marciano revocò quasi immediatamente tutti i trattati con Attila, ponendo fine a tutti i pagamenti di tributi a suo favore. Nel 452, mentre Attila stava compiendo incursioni nell'Italia romana, parte dell'Impero romano d'Occidente, Marciano lanciò spedizioni attraverso il Danubio nella grande pianura ungherese, sconfiggendo gli Unni nel cuore del loro dominio. Questa azione, accompagnata dalla carestia e dalla peste che scoppiarono nell'Italia settentrionale, permise all'Impero romano d'Occidente di corrompere Attila affinché si ritirasse dalla penisola italiana.
Dopo la morte di Attila nel 453, Marciano approfittò della conseguente frammentazione della confederazione unna insediando le tribù germaniche nelle terre romane come foederati («federati» che prestavano servizio militare in cambio di benefici). Marciano convocò anche il concilio di Calcedonia, che dichiarò che Gesù aveva due «nature» divina e umana; questo portò all'allontanamento della popolazione delle province orientali di Siria ed Egitto, poiché molti di loro erano miafisiti e rifiutavano la nuova cristologia ufficiale.
Marciano morì il 26 gennaio 457, lasciando all'Impero romano d'Oriente avanzo di tesoro di sette milioni di solidi, un risultato impressionante se si considera la rovina economica inflitta all'Impero romano d'Oriente dagli Unni e dai tributi di Teodosio. Dopo la sua morte, Aspare scavalcò il genero di Marciano, Antemio, e fece eleggere come imperatore un comandante militare, Leone I.

## Biografia

### Giovinezza
Marciano era nato intorno al 392, in Tracia o in Illiria. Il cronista del VI secolo Giovanni Malala lo descrive di alta statura e con qualche sorta di infermità al piede. Poco è noto della fase iniziale della vita di Marciano. Il padre era stato militare e in giovane età Marciano si arruolò a Philippopolis in Tracia. Entro il periodo della guerra romano-sasanide del 421-422, Marciano era riuscito probabilmente a raggiungere il grado militare di tribuno, dal momento che il cronista Teofane Confessore lo menziona comandare una unità militare. Non prese parte attiva alla guerra, essendosi ammalato in Licia. Si presero cura di lui Taziano, che sarebbe stato successivamente nominato praefectus urbi (prefetto di Costantinopoli) dallo stesso Marciano, e il fratello di questi Giulio. Marciano raggiunse, promozione dopo promozione, il grado di domesticus (assistente personale) di Aspare, il magister militum dell'Impero romano d'Oriente. Malgrado fosse per metà alano e per metà goto, Aspar riuscì a conquistare una grande influenza alla corte della parte orientale. Agli inizi degli anni trenta del V secolo, Marciano servì sotto Aspare in Africa romana, dove fu catturato dai Vandali. Evagrio Scolastico, Procopio di Cesarea e autori più tardi forniscono un racconto probabilmente falso secondo il quale Marciano, mentre era loro prigioniero, avrebbe incontrato il re dei Vandali Genserico, che gli avrebbe predetto che sarebbe diventato successivamente imperatore. Gli avvenimenti della vita di Marciano dalla sua cattura alla morte di Teodosio II non sono stati tramandati dalle fonti antiche.

### Ascesa al trono
In seguito alla morte inaspettata di Teodosio II conseguente a una caduta da cavallo il 28 luglio 450, l'Impero romano d'Oriente fronteggiò la prima crisi di successione dopo oltre 60 anni, dal momento che Teodosio non aveva figli, né aveva designato un successore. Alcune fonti più tarde sostengono che avesse designato Marciano quale suo successore sul letto di morte, ma si ritiene che si possa trattare di una invenzione a fini propagandistici diffusa ad arte dai seguaci di Marciano dopo la sua proclamazione a imperatore. Marciano aveva servito lealmente per quindici anni Aspare e il padre di questi Ardaburio. Aspare, attraverso la negoziazione con altre figure potenti, riuscì a assicurarsi la proclamazione di Marciano nonostante quest'ultimo fosse relativamente anonimo. Vi fu un interregno di un mese nel corso delle quali avvennero le negoziazioni per stabilire la successione, che ebbero esito favorevole, con la sorella di Teodosio II, Pulcheria, che acconsentì a sposare Marciano, parrebbe a condizione che avrebbe abbandonato le politiche religiose di Teodosio II e avrebbe convocato un concilio ecclesiastico. Il loro matrimonio contribuì a legittimare il governo di Marciano, dal momento che Pulcheria apparteneva alla dinastia regnante, quella teodosiana. Malgrado fosse sposata con Marciano, Pulcheria mantenne il voto di verginità fatto nel 413, a 14 anni, durante i tre anni di matrimonio.
Lo storico Doug Lee propone la tesi che furono necessarie anche delle negoziazioni tra Aspare e Flavio Zenone, che godeva di un potere militare analogo. A Zenone fu conferito il rango prestigioso di patrizio immediatamente dopo l'ascesa di Marciano nel 450, suggerendo un accordo con cui Zenone fu ricompensato per aver appoggiato la candidatura di Marciano invece di aver rivendicato il trono per sé; Zenone sarebbe poi morto entro un anno dall'ascesa di Marciano. Il figlio di Aspar, Ardaburio, fu promosso al comando dell'esercito della Prefettura d'Oriente in qualità di magister militum per Orientem, immediatamente dopo l'ascesa di Marciano.
Marciano fu elevato al trono il 25 agosto 450, e l'assenso dato da Pulcheria al matrimonio probabilmente incrementò ulteriormente la legittimità del regno di Marciano. Marciano assunse il nome di regno di Imperator Caesar Flavius Marcianus Augustus in occasione della propria incoronazione. L'elezione di Marciano nel 450 portò a radicali cambiamenti alla politica romano-orientale. Crisafio, l'eunuco e spatharios (guardia delle camere imperiali) che aveva goduto di ampia influenza su Teodosio II, fu o assassinato o giustiziato. Pulcheria e Zenone si opponevano entrambi alle ingerenze di Crisafio, e questo potrebbe essere stato il motivo delle azioni di Marciano, il quale, inoltre, cessò di versare tributi agli Unni ed ebbe un ruolo più diretto nelle questioni ecclesiastiche. Il Bizantinista Constance Head considera Marciano un imperatore dal pensiero indipendente ("an independent-minded emperor"). Lee afferma che Marciano può sembrare una figura più forte rispetto agli altri imperatori del V secolo ("can appear as a stronger figure than many other fifth-century incumbents of the imperial office"), ma rileva che i cambiamenti radicali da lui apportati potrebbero essere dovuti in larga parte all'influenza di Zenone e Pulcheria che si opponevano entrambi a Crisafio ("Flavius Zeno and Pulcheria had both been opponents of Chrysaphius, so the changes may be more a reflection of their influence").

### Regno

#### Conflitto con gli Unni

Mappa dell'Europa nel 451,

Non appena diventato imperatore, Marciano annullò la validità dei trattati del suo predecessore Teodosio II con Attila annunciando che avrebbe cessato di versare i tributi agli Unni. Dichiarò che non fosse contrario a inviare doni ad Attila nel caso si fosse mostrato amichevole, ma espresse anche la convinzione che sarebbe riuscito a respingere ogni eventuale incursione punitiva degli Unni in territorio romano-orientale. Attila reagì in maniera contrariata all'annuncio di Marciano e gli intimò di riprendere il versamento dei tributi, ma per il momento non lanciò alcuna incursione punitiva contro la parte orientale dell'Impero romano, essendo già in corso i preparativi per l'invasione di quella occidentale. Nella primavera del 451, partendo dalla Pannonia, condusse la propria orda, costituita da Gepidi, Alani, Sciri, Eruli, Rugi, Franchi, Burgundi e Ostrogoti, a invadere la Gallia. Flavio Ezio, comandante supremo dell'esercito romano d'Occidente, organizzò le difese e, con un esercito costituito in prevalenza da foederati barbari, sconfisse l'esercito unno di Attila nella Battaglia dei Campi Catalauni, costringendolo al ritiro nella grande pianura ungherese. Risale a quegli anni l'erezione della colonna di Marciano a Costantinopoli, che ne celebra le vittorie.
Nella primavera del 452 Attila sferrò una ulteriore incursione in territorio romano-occidentale invadendo questa volta l'Italia. Nonostante i saccheggi di Aquileia, Milano e altre città, Attila si trovò presto in una situazione precaria, a causa di una pestilenza e di una carestia che decimò il suo esercito. Inoltre, approfittando del fatto che il grosso dell'esercito unno fosse impegnato in Italia, Marciano ordinò al suo esercito di sferrare una offensiva nella grande pianura ungherese a metà del 452, attraversando il Danubio e infliggendo una sconfitta agli Unni nei loro stessi territori. Nella zona attaccata dai Romani Orientali risiedevano Ostrogoti e Gepidi, due gruppi che mal tolleravano la dominazione unna, e si trattava del granaio degli Unni. Tutti questi fattori indussero Attila alla ritirata dall'Italia. Una volta fatto ritorno nella grande pianura ungherese, il re degli Unni annunciò con toni minacciosi che avrebbe invaso l'Impero romano d'Oriente la primavera successiva con l'intento di conquistarlo interamente. Marciano ed Aspare ignorarono tali minacce, ritenendo, sulla base dei precedenti trattati violati da Attila, che non potesse essere fermato permanentemente nemmeno con tonnellate di oro. Il duo riteneva che l'oro avrebbe potuto essere meglio investito nel rafforzamento dell'esercito piuttosto che in tributi ai nemici dell'Impero. Essi tennero anche in conto il fatto che le ricche province asiatiche e l'Egitto, protette dallo stretto del Bosforo e da Costantinopoli da una invasione dai Balcani, erano sufficientemente al sicuro da permettere, con il loro gettito fiscale, all'Impero d'Oriente di riprendere le province europee in caso di temporanea occupazione nemica. Tuttavia la campagna minacciata non si concretò, dal momento che Attila si spense inaspettatamente nel 453. Dopo la sua morte la confederazione tribale degli Unni collassò in breve tempo, un processo che cominciò con la rivolta degli Ostrogoti.
Tale frammentazione consentì all'Impero d'Oriente di riprendere la politica di mettere i barbari l'uno contro l'altro, per impedire a una qualsiasi tribù di diventare troppo potente. È quasi certo che il re gepido Ardarico fosse giunto a un accordo con Marciano. Ardarico aveva formato una coalizione tra Rugi, Sciri, Eruli e gli stessi Gepidi, e la condusse contro ciò che rimaneva della confederazione unna. Ardarico, insieme ai comandanti ostrogoti Teodemiro, Valamiro e Videmiro, sconfisse in modo decisivo il figlio primogenito di Attila, Ellac, nella Battaglia del fiume Nedao del 455. In conseguenza alla sconfitta in tale battaglia, cominciò la disgregazione della confederazione unna che avvenne comunque gradualmente. Approfittando del declino degli Unni, Marciano accettò gli Ostrogoti, che si erano stanziati in Pannonia Prima e Valeria—nominalmente due province romano-occidentali—come foederati. Ciò segnò la continuazione del tacito abbandono di una rigida barriera difensiva sul Danubio, che era stata in precedenza presidiata dai laeti, barbari insediati in territorio romano in cambio del servizio militare. Prima di Marciano per qualche tempo i laeti erano stati sostituiti da foederati, anche se la distinzione tra i due stava gradualmente venendo meno. I successori di Marciano avrebbero conferito il rango di foederati a diverse popolazioni barbare riconoscendo il loro stanziamento in numerose province europee: i Rugi nella Tracia orientale, gli Sciri in Mesia Inferiore e in Scizia, i Gepidi in Dacia. Questa rete di popoli alleati, in genere affidabili e gestibili, fu benefica alla parte orientale. Tali popolazioni in genere si tenevano reciprocamente a bada senza l'intervento romano, e potevano anche essere indotte, con doni, sussidi e trattati, a servire l'Impero contro i suoi nemici. In seguito al declino degli Unni conseguente alla morte di Attila, Marciano godette di un regno relativamente pacifico, anche se condusse delle campagne contro i Saraceni in Siria e contro i Blemmi in Egitto.

#### Politica religiosa

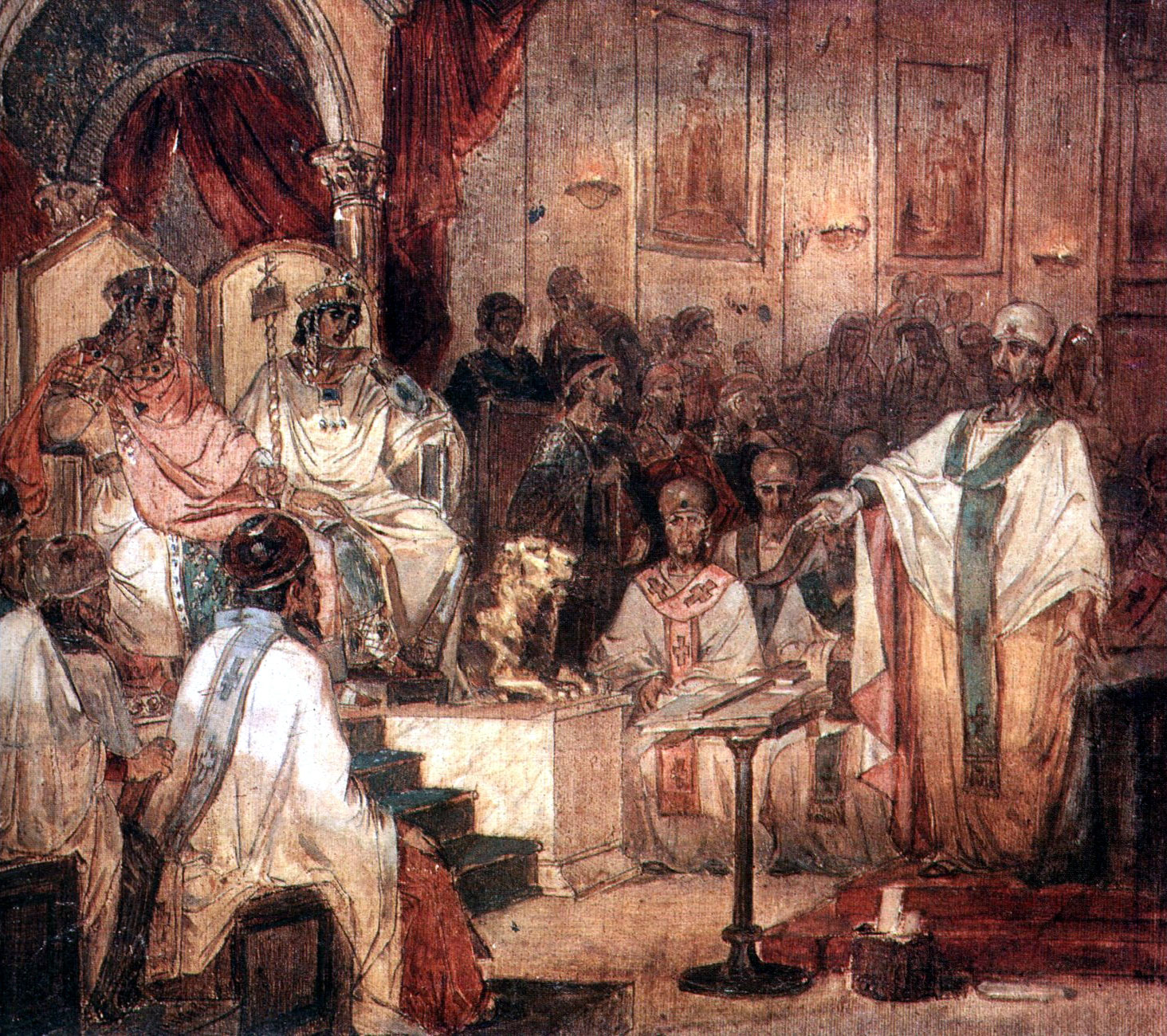
Quarto concilio ecumenico di Calcedonia, dipinto del 1876 di Vasily Surikov.

Nel corso del V secolo, dopo la controversia ariana, emerse una nuova fondamentale diatriba religiosa sulle due nature, umana e divina, di Gesù Cristo. La Scuola catechetica di Alessandria, che comprendeva teologi come Atanasio, asseriva l'uguaglianza tra Cristo e Dio, e di conseguenza poneva l'accento sulla divinità di Cristo. La Scuola di Antiochia, che comprendeva teologi come Teodoro di Mopsuestia, dava grande rilievo alla natura umana di Cristo.
Nel 449, poco prima dell'ascesa di Marciano, si era svolto il Secondo concilio di Efeso, il quale decretò che Gesù avesse una natura unita divina, detta miaphysis; questa deliberazione non fu accettata dal Papa e dal Patriarca di Costantinopoli che ritenevano il miafisismo una dottrina cristologica eretica.
Per ripudiare il Secondo Concilio di Efeso, Marciano convocò un nuovo concilio nel 451. Pulcheria potrebbe aver influenzato tale decisione o addirittura averla imposta come condizione affinché desse l'assenso a sposare Marciano. Il concilio doveva avere luogo nei pressi di Costantinopoli in modo che il governo potesse sorvegliare strettamente le procedure. Inizialmente, avrebbe dovuto tenersi nella città di Nicea, che godeva di una immane importanza religiosa per la Chiesa dei primi tempi, essendo stata la sede del Primo concilio di Nicea del 325. Tuttavia, Marciano riuscì a ottenere il trasferimento della sede a Calcedonia, che, essendo molto più prossima a Costantinopoli, gli avrebbe permesso di reagire tempestivamente a ogni eventuale evento sulla frontiera danubiana. Il Concilio di Calcedonia si tenne a ottobre 451. Circa 500 vescovi vi presero parte, prevalentemente provenienti dalle province romano-orientali, ma erano presenti anche due vescovi africani e due legati papali inviati da Papa Leone I. Il concilio condannò le deliberazioni del Secondo Concilio di Efeso e decretò che Gesù avesse una natura divina (physis) e una umana, unite in una unica persona (Hypostasis), "senza confusione, cambiamento, divisione o separazione".
Il concilio condannò come eretiche anche le opinioni del copto Dioscoro I di Alessandria, che aveva presieduto il Secondo Concilio di Efeso, mentre revocò le condanne di Iba di Edessa e di Teodoreto che erano state decretate dal concilio del 449. Il Concilio di Calcedonia, inoltre, ribadì l'importanza della Diocesi di Costantinopoli, ponendola saldamente al secondo posto dietro solo alla Diocesi di Roma, e attribuendole il diritto di nominare vescovi nella parte orientale dell'Impero romano, nonostante le obiezioni di Papa Leone I; anche i Patriarchi di Alessandria si opposero all'elevazione della Diocesi di Costantinopoli. Il concilio terminò nel novembre 451, dopodiché Marciano promulgò numerosi editti che ribadirono le decisioni prese nel corso del concilio, a conferma che esse non fossero state accettate universalmente. Uno degli editti in questione ordinò la persecuzione degli Eutichiani, rei di non credere nell'unione ipostatica delle due nature di Cristo, escludendoli dalle cariche dello stato, proibendo loro di criticare il Concilio di Calcedonia, e ordinando il rogo dei loro libri e di quelli dei Nestoriani.
Le risoluzioni anti-miafisite del concilio portarono a un intensificarsi del malcontento tra la popolazione delle province orientali di Siria ed Egitto che in prevalenza era miafisita. Diverse rivolte violente furono soffocate dall'esercito a Gerusalemme, ad Alessandria e Antiochia; le forze armate furono impiegate anche in Palestina contro i monaci e ad Alessandria per insediare sul seggio patriarcale di Alessandria Proterio di Alessandria, che doveva sostituire il deposto Papa Dioscoro I. Secondo il Bizantista Alexander Vasiliev, anche dopo la repressione di queste rivolte, il malcontento della popolazione miafisita e nestoriana nei confronti della Chiesa di stato permase, con conseguente crescita del desiderio di rendersi indipendenti dal governo centrale. Vasiliev afferma che tale situazione agevolò la perdita di queste province dapprima in favore dei Sassanidi e poi degli Arabi. Una altra conseguenza del concilio e degli editti conseguenti è che molti dissidenti religiosi, tra cui diversi Nestoriani, migrarono in territorio sasanide. La separazione dei Miafisiti dalle Chiese calcedoniane sarebbe diventato definitivo dopo il fallimento dei tentativi di riconciliazione da parte dell'imperatore Giustiniano I (r. 527-565) dando luogo alle Chiese ortodosse orientali.
Marciano, inoltre, finanziò gli estesi progetti edilizi di Pulcheria fino alla morte di quest'ultima avvenuta nel luglio 453. Questi nuovi edifici erano tutti religiosi, tra cui la Chiesa di Santa Maria delle Blacherne e il Monastero di Hodegon. Marciano fu paragonato sia a Paolo apostolo sia al re biblico Davide dai legati al Concilio di Calcedonia.

#### Amministrazione finanziaria ed economica
Agli inizi del regno di Marciano, le finanze dello stato romano-orientale erano sull'orlo della bancarotta, a causa dei tributi immani versati ad Attila da Teodosio II. Marciano riuscì a risanare il bilancio invertendo la rotta, non imponendo nuove tasse ma con il taglio delle spese. Alla sua ascesa, dichiarò la remissione di tutti i debiti dovuti allo stato. Marciano prese diverse misure nel tentativo di migliorare l'efficienza dell'amministrazione. Promulgò nuove leggi, tra cui venti novelle, molte delle quali miravano a combattere la corruzione e gli abusi amministrativi ereditati dal suo predecessore Teodosio II; cinque di esse sono pervenute nella loro interezza.
Marciano stabilì che la pretura (carica a cui era affidata la gestione dei giochi e lavori pubblici) potesse essere detenuta solo ai senatori residenti a Costantinopoli, nel tentativo di combattere la consuetudine di vendere cariche amministrative, e decretò che i consoli sarebbero stati i responsabili del mantenimento degli acquedotti di Costantinopoli. Abrogò il follis, una tassa sulle proprietà senatoriali che ammontava a sette libbre d'oro all'anno. Marciano sgravò i consoli e i pretori rispettivamente dal gravame, detenuto fin dai tempi della Repubblica romana, di finanziare i giochi pubblici o di spargere denaro alla popolazione di Costantinopoli. Decretò inoltre che solo un vir illustris (un uomo di rango illustre) potesse detenere quelle due cariche. Emendò in parte una legge sul matrimonio promulgata da Costantino I, che stabiliva il divieto per un uomo appartenente al ceto senatoriale di sposare una schiava, una liberta, una attrice o una donna di basso ceto (humilis). Marciano emendò tale legge dichiarando che non si potesse discriminare una donna possedente un buon carattere solo per la sua ricchezza o per il ceto sociale. Al momento della morte, il taglio dei costi operato da Marciano e la sua politica volta a evitare per quanto possibile di rimanere coinvolto in guerre a larga scala fecero sì che lasciasse le finanze dello stato romano-orientale con un surplus di 100 000 libbre d'oro.
Nel 451 Marciano decretò la perdita delle proprietà e la condanna a morte per tutti coloro che si fossero resi rei di riti pagani e proibì la riapertura dei templi pagani chiusi in precedenza. Inoltre introdusse una pena di 50 libbre d'oro per qualunque giudice, governatore o funzionario che si fosse reso reo di non aver applicato la legge in questione.

#### Fazioni di corte
All'inizio del suo regno, Marciano subì l'influsso di Flavio Zenone, Pulcheria e Aspare. Flavio Zenone morì subito dopo l'ascesa al trono di Marciano, forse già alla fine del 451, mentre Pulcheria si spense nel luglio 453, lasciando il solo Aspare ad avere una importante influenza alla corte romano-orientale, che fu ulteriormente incrementata con la promozione del figlio Ardaburio a magister militum per Orientem. Non è noto se Aspare e Ardaburio avessero influenzato direttamente la politica di Marciano, ma se è questo il caso, fecero molta attenzione a non contrariare le elite dominanti di Costantinopoli. Malgrado la grande influenza esercitata a corte da Aspare, le elite romano-orientali si mantennero ostili ai Germani. I principali consiglieri di Marciano erano Pulcheria, Eufemio il magister officiorum, Palladio il pretore, e Anatolio di Costantinopoli. Nel 453, Marciano fece sposare una sua figlia da un matrimonio precedente, Elia Marcia Eufemia, con Antemio, aristocratico e abile generale.
Marciano fu protettore degli Azzurri, una delle due fazioni del circo. Le due fazioni rivali (Azzurri e Verdi) al tempo avevano assunto una importanza anche politica oltreché sportiva. In seguito alla reazione contrariata dei Verdi al favore goduto dagli Azzurri, Marciano li sanzionò proibendo loro di detenere cariche pubbliche per tre anni. La protezione offerta agli Azzurri da Marciano potrebbe aver avuto motivazioni di carattere personale, dal momento che Crisafio era stato favorevole ai Verdi.

#### Relazioni estere
Il re armeno Vardan Mamikonian, in quel momento in rivolta contro i Sasanidi, spedì una ambasceria a Teodosio II nel 450, composta dal fratello Hmayeak Mamikonian, da Atom Gnuni, Vardan Amatuni e Meruzhan Artsruni, per richiedere aiuti militari. Teodosio II la accolse favorevolmente, ma ogni piano fu troncato con la sua morte e con l'ascesa di Marciano. Marciano, su consiglio del diplomatico Anatolio e del patricius Florenzio, decise di non intervenire negli affari armeni dal momento che una guerra contro i Sasanidi avrebbe tenuto impegnate il grosso delle risorse militari dello stato romano-orientale.
Il re Gubazes I di Lazica — uno stato caucasico in teoria vassallo romano-orientale — stava tentando di allearsi con i Sasanidi al fine di liberarsi della dominazione romana nel 456. Le truppe di Marciano invasero la Lazica e vi ristabilirono il controllo. Nel 455 Marciano proibì l'esportazione alle tribù barbariche di armi e degli attrezzi usati per fabbricarle.

#### Rapporti con l'Impero romano d'Occidente
Marciano fu eletto senza che vi fosse stata una consultazione con l'imperatore romano-occidentale, Valentiniano III— a confermare la crescente separazione tra le due partes imperii. Valentiniano avrebbe in seguito riconosciuto Marciano quale legittimo imperatore della parte orientale, anche se non è chiaro quando avvenne il riconoscimento; Lee lo data al marzo 452, mentre Timothy E. Gregory lo colloca il 30 marzo 451. La proclamazione di Marciano segnò una nuova fase nel processo di separazione tra le due partes. Una fonte, la Excerpta de insidiis di Giovanni di Antiochia, sostiene addirittura che, se non fosse stata per l'opposizione di Ezio, Valentiniano si sarebbe mosso per detronizzare Marciano. A confermare i rapporti tesi tra le due partes, Valentiniano non riconobbe i consoli romano-orientali per il 451 e per il 452. Il cronista romano-occidentale Idazio sostiene che Marciano fornì aiuti militari a Valentiniano III inviandogli delle truppe romano-orientali, condotte da un uomo di nome Ezio, che furono impiegate contro gli Unni, ma il cronista in questo caso potrebbe aver fatto semplicemente confusione tra la campagna di Ezio contro Attila in Italia e la concomitante spedizione lanciata da Marciano contro gli Unni al di là del Danubio.
Alcuni studiosi hanno accusato Marciano di aver ceduto ai barbari del territorio di non propria competenza, cioè romano-occidentale, riferendosi alla concessione di parte della Pannonia agli Ostrogoti e della regione della Tisza ai Gepidi. Altri studiosi invece la ritengono una delle prove del fatto che quelle province non appartenessero più alla pars occidentis ma fossero state cedute a Teodosio II presumibilmente nel 437, in occasione del matrimonio tra Valentiniano III e Licinia Eudossia.
Marciano evitò di intromettersi quando possibile negli affari della parte occidentale. Quando i Vandali saccheggiarono Roma nel 455, dopo che Petronio Massimo aveva assassinato Valentiniano III e rotto un trattato con Genserico, Marciano non intervenne militarmente, forse a causa dell'influenza di Aspare a corte, limitandosi a spedire un inviato per intimare ai Vandali la restituzione dell'imperatrice vedova, Licinia Eudossia, e delle figlie avute con Valentiniano III, Placidia e Eudocia. Secondo un aneddoto probabilmente frutto di invenzione, Marciano in gioventù, mentre era prigioniero dei Vandali, fu protetto dal sole da una aquila che gli fece ombra, mentre gli altri soffrivano il calore. Il racconto prosegue riferendo che il re vandalo Genserico gli predisse la futura ascesa al trono di Bisanzio e che lo liberò in cambio del giuramento di non attaccare i Vandali quando sarebbe diventato imperatore. Si ritiene che questo racconto si sia originato da Prisco di Panion, che aveva servito come consigliere del confidente di Marciano, Eufemio. Per via dell'influenza esercitata da Eufemio sulla politica estera, alcuni storici moderni, come Edward Arthur Thompson, hanno avanzato la tesi che questo racconto facesse parte della propaganda imperiale ufficiale, e fu inventato per giustificare l'inazione militare di Marciano nei confronti dei Vandali, per mettere a tacere ogni malcontento. Marciano tentò per via diplomatica di ottenere il rilascio dei prigionieri, prima di cominciare finalmente a pianificare una invasione del territorio dei Vandali poco prima della propria morte. Lo storico Frank Clover ha avanzato la tesi che questa improvvisa inversione di politica fu provocata dal matrimonio tra Eudocia e Unerico, figlio di Genserico, che portò a tanta pressione da parte delle elite romano-orientali da costringere Marciano a cominciare i preparativi di guerra per ottenere la restituzione degli ostaggi. Più o meno allo stesso tempo Marciano ottenne la pace con la Lazica, in modo da poter concentrare le proprie risorse altrove. Lo storico romano-orientale Teodoro Lettore si sofferma su questa improvvisa inversione di politica da parte di Marciano, mentre Evagrio Scolastico, uno storico vissuto un secolo dopo gli eventi, riferisce che le minacce di guerra ebbero effetto dal momento che i Vandali liberarono Licinia Eudossia, Placidia ed Eudocia consegnandole a Marciano verso la fine del 456 o agli inizi del 457.
Marciano non riconobbe come imperatore legittimo il successore di Valentiniano III, Petronio Massimo, che invano aveva tentato di ottenerne il riconoscimento tramite una ambasceria, mentre sul riconoscimento o meno del sovrano romano-occidentale successivo, Avito, permane maggiore incertezza. Il cronista romano-ispanico Idazio sostiene che nel 455 Avito inviò ambasciatori a Marciano "per l'armonia dell'impero" (pro unanimitate [...] imperii), aggiungendo che "Marciano e Avito governano l'impero romano in concordia" (Marcianus et Avitus concordes principatu Romani utuntur imperii). L'interpretazione del termine latino concordia ha generato un dibattito tra gli studiosi. Alcuni di essi, come Thomas Hodgkin, J. B. Bury e William Bayless, ritengono plausibile il fatto che Marciano possa aver riconosciuto Avito. La maggior parte degli studiosi sono più cauti; Ernst Stein ritiene che si possa trattare semplicemente di propaganda romano-occidentale, mentre Norman Baynes sostiene che si riferisca semplicemente a rapporti neutri tra Marciano e Avito, né ostili né amichevoli. Il classicista Courtenay Edward Stevens interpreta la frase come riferita soltanto ai toni amichevoli dell'incontro tra i diplomatici, ma non alla relazione tra le due partes.
Lo storico Geoffrey Nathan ritiene che il fatto che solo due delegati occidentali presero parte al Concilio di Calcedonia vada ricondotto a un nuovo livello di autoassorbimento romano-occidentale nei loro rispettivi affari politici e religiosi. Sostiene che il fatto che il canone del concilio deleghi l'autorità sull'intero oriente alla Diocesi di Costantinopoli segni una separazione religiosa tra Occidente e Oriente che avrebbe poi portato, diversi secoli dopo, al Grande scisma del 1054.

### Morte e successione
Il regno di Marciano terminò il 27 gennaio 457, giorno in cui si spense, all'età di 65 anni, forse di gangrena. Teodoro Lettore e Teofane Confessore riportano che Marciano morì in seguito a una lunga processione religiosa dal Gran Palazzo all'Hebdomon, condotta a piedi malgrado potesse camminare a stento a causa di una grave infiammazione ai piedi, forse attribuibile alla gotta. Fu sepolto nella Chiesa dei Santi Apostoli, a Costantinopoli, a fianco della moglie Pulcheria, in un sarcofago di porfido che fu descritto nel X secolo da Costantino VII Porfirogenito nel suo De Ceremoniis. Lasciò le finanze dello stato romano-orientale con un surplus di sette milioni di solidi, un risultato rimarchevole considerando il fatto che le aveva trovate in stato disastrato a causa dei danni inflitti dagli Unni, sia attraverso le devastazioni belliche sia attraverso i pesanti tributi imposti a Teodosio II.
Anche se Marciano aveva un genero, Antemio, questi non fu considerato come un possibile candidato alla successione legittima dal momento che non aveva alcun legame con la dinastia teodosiana, che Marciano stesso aveva acquisito sposando Pulcheria. Invece Aspare impose come nuovo imperatore Leone I, un ufficiale cinquantenne al comando di una delle armate presenziali, cioè le armate di campo con sede nei pressi di Costantinopoli. Una fonte più tarda sostiene che il Senato bizantino offrì il trono allo stesso Aspare, ma questi declinò, con la motivazione criptica di non voler creare un precedente. Tale commento è stato spesso interpretato come allusione alla sua fede ariana, o alle sue origini alane. Antemio sarebbe stato in seguito (primavera 467) diventato imperatore romano-occidentale, designato dallo stesso Leone I.

## Lascito
Marciano fu giudicato in modo favorevole dalle fonti bizantine, spesso paragonato agli imperatori Costantino I e Teodosio I. Il suo regno fu considerato una età d'oro da molti scrittori bizantini successivi, come Teofane Confessore: Marciano stabilizzò la parte orientale sia dal punto di vista politico e finanziario, si mantenne ligio a una linea religiosa ortodossa che gli imperatori successivi avrebbero seguito, e stabilizzò politicamente la capitale. Alcuni studiosi più tardi attribuiscono i suoi successi non solo alle sue capacità, ma anche a una certa dose di fortuna, come il fatto che il matrimonio di Pulcheria avesse legittimato il suo regno, ma soprattutto per i problemi interni che avevano colpito le più grandi minacce militari della pars orientis, costituita dai Persiani Sasanidi e dagli Unni. A ciò va aggiunto il fatto che nessuna pestilenza o calamità naturale afflisse la pars orientis nel corso del suo regno. Lasciò un ottimo ricordo alla popolazione di Costantinopoli, che in occasione della proclamazione degli imperatori successivi avrebbe augurato, con urla, al nuovo sovrano di "regnare come Marciano". La Chiesa cristiana ortodossa riconosce lui e la moglie Pulcheria come santi; la loro festa cade il 17 febbraio.

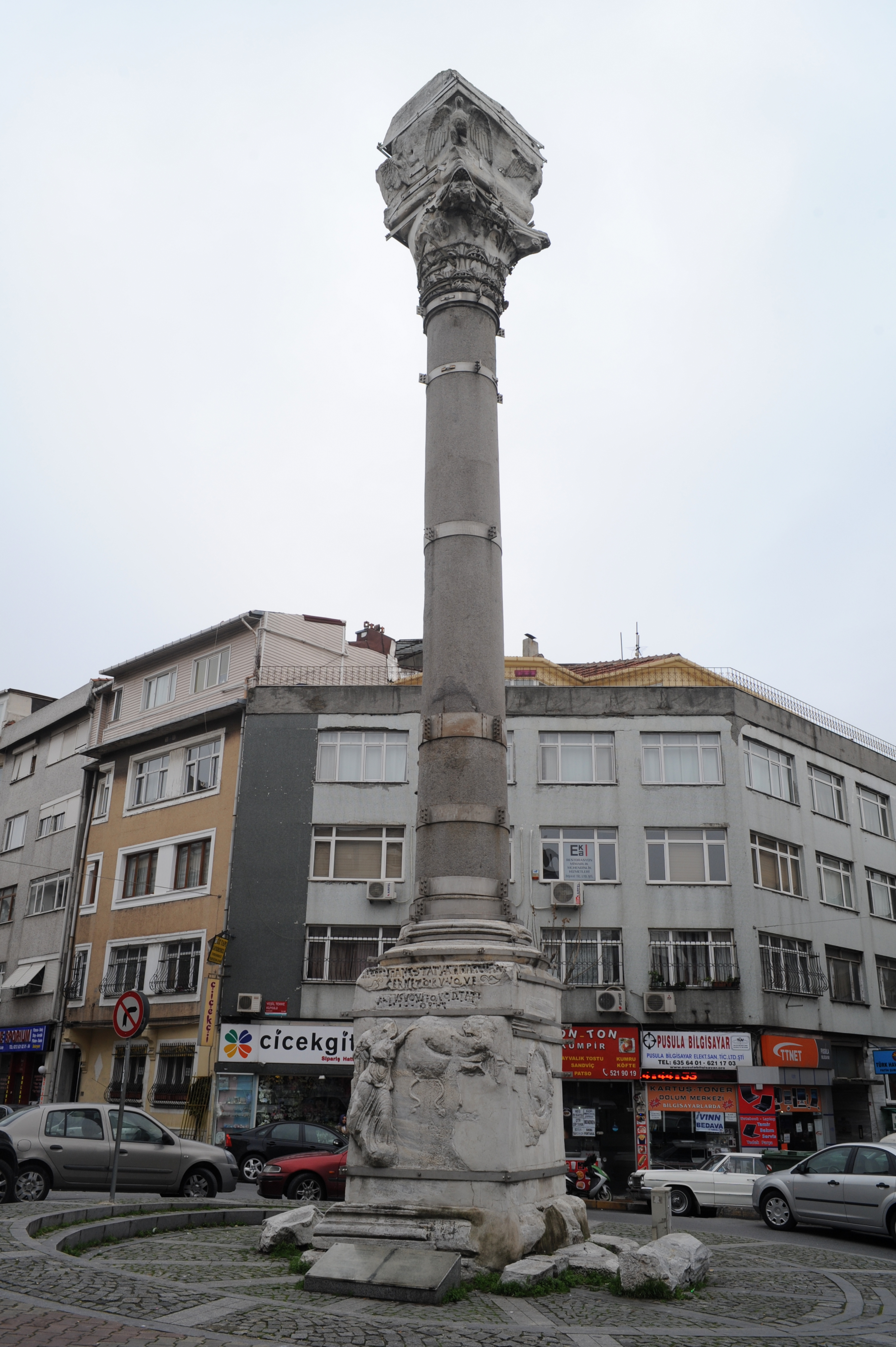
La Colonna di Marciano nel 2011

Il Prefetto di Costantinopoli Taziano eresse una colonna dedicata a Marciano, tra il 450 e il 452. Rimane tuttora in piedi a Istanbul, situata nei pressi della diramazione nord della Via Mese, anche se la statua di Marciano in cima è andata perduta. Nel Foro di Arcadio furono erette le statue di diversi successori dell'imperatore Arcadio, tra cui Marciano. Non è da escludere che Marciano possa essere stato il promotore della costruzione del Crisotriclinio, la principale sala di ricevimento cerimoniale del Gran Palazzo di Costantinopoli. La Patria Costantinopolitana afferma che Marciano l'avesse costruita, mentre l'enciclopedia del X secolo Suda l'attribuisce a Giustino II, tesi quest'ultima condivisa da gran parte degli storici. Lo storico bizantino Giovanni Zonara afferma che Giustino II in realtà riedificò una costruzione più antica, che alcuni studiosi identificano con la Sala ottagonale dell'imperatore Giustiniano.
Marciano viene interpretato dalla star di Hollywood Jeff Chandler nel film del 1954 Il re dei barbari (Sign of the Pagan), in cui Jack Palance interpreta Attila e Ludmilla Tchérina Pulcheria.